# Wendelsteinkirche

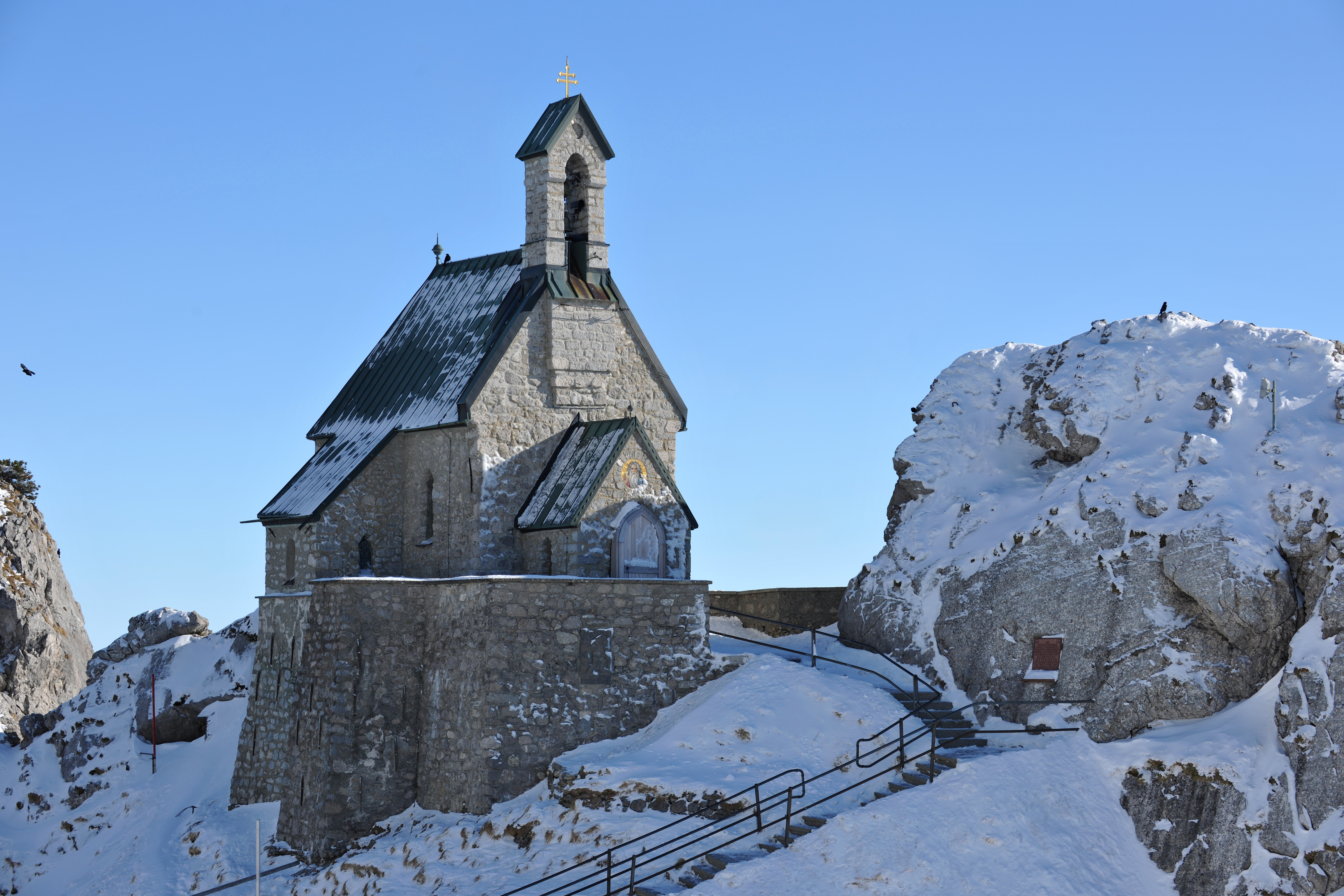
Wendelsteinkirche

Die römisch-katholische Wendelsteinkirche steht auf dem Wendelstein im Landkreis Rosenheim. Sie liegt auf 1790 Meter Meereshöhe und ist damit die höchstgelegene Kirche Deutschlands. Das Bauwerk ist beim Bayerischen Landesamt für Denkmalpflege in der Liste der Baudenkmäler in Brannenburg als Baudenkmal unter der Nr. D-1-87-120-11 eingetragen.

## Geschichte

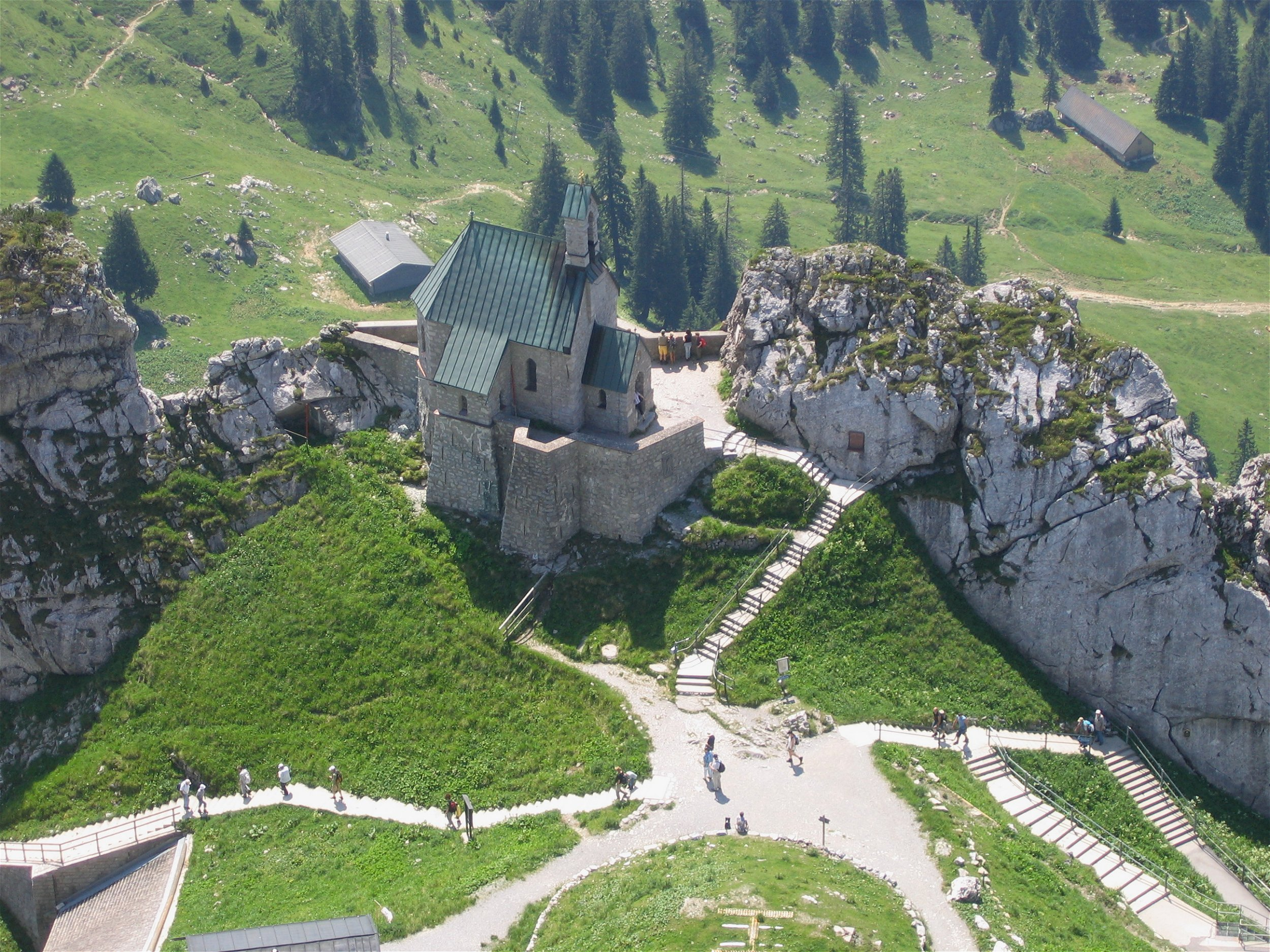

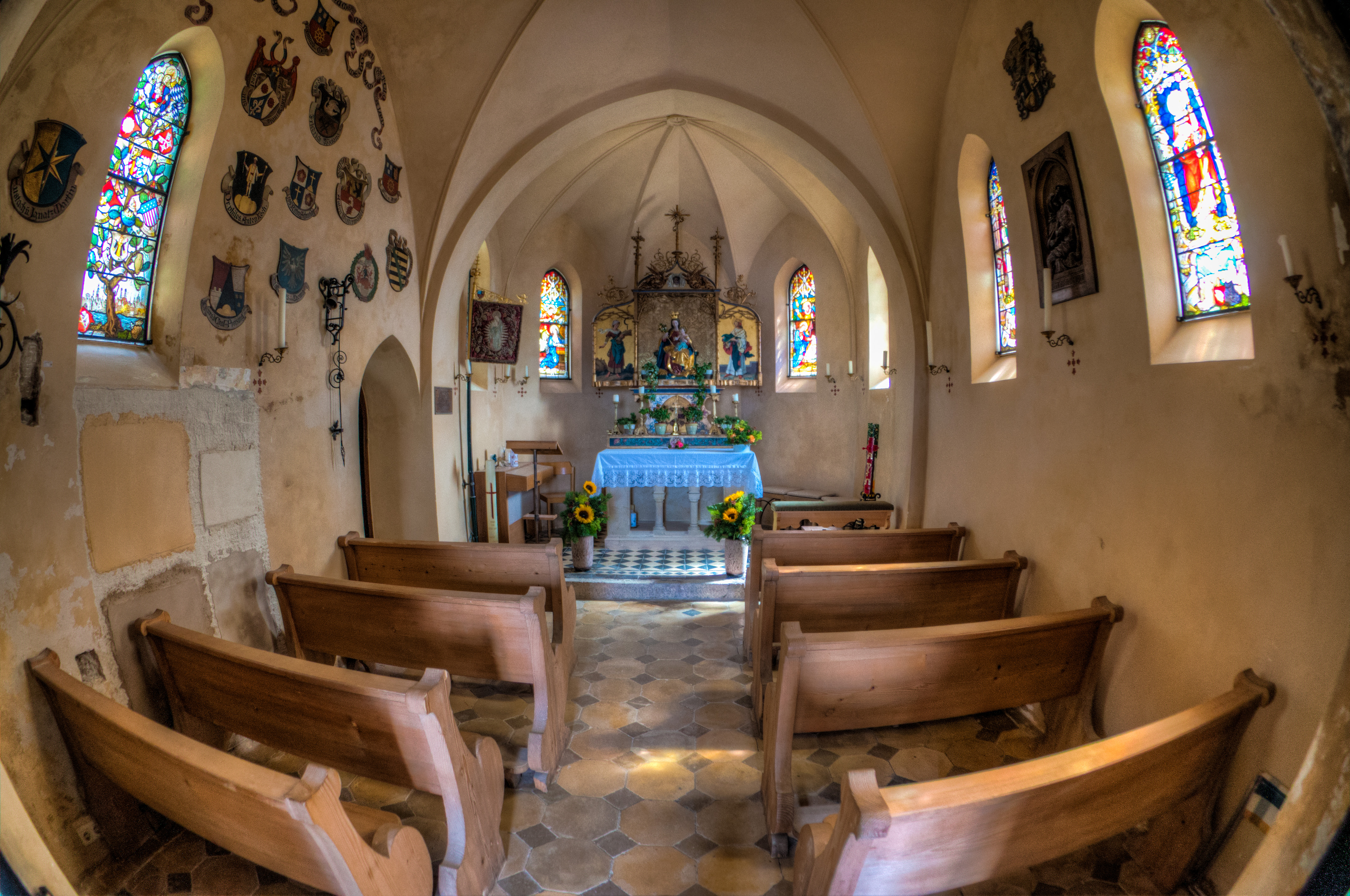
Innenraum

Am 1. Juli 1889 wurde auf der Schwaigerwand, einem Felsrücken hundert Meter unterhalb des Gipfels, der Grundstein für die Wendelsteinkirche gelegt. Initiator war der Münchner Kunstprofessor Max Kleiber. Am 20. August 1890 wurde die Kirche geweiht. Sie ist der Patrona Bavariae gewidmet und wird vom Erzbistum München und Freising als Nebenkirche der Pfarrei Maria Himmelfahrt in Brannenburg geführt. 2016/17 erfolgte eine umfassende Renovierung. Die Bezeichnung „höchstgelegene Kirche Deutschlands“ trägt das Wendelsteinkircherl unangefochten – alle höhergelegenen Gotteshäuser (wie beispielsweise die 1981 geweihte Zugspitzkapelle) sind im kirchenrechtlichen Sinne keine Kirchen, sondern Kapellen. In der Bergkirche finden im Sommer regelmäßig Messen und Trauungen statt.
Häufig wird das Wendelsteinkircherl auch als Kapelle oder Wendelstein-Kapelle bezeichnet – das ist nicht nur im kirchenrechtlichen Sinne falsch, sondern auch irreführend, denn es gibt neben dem Wendelsteinkircherl tatsächlich auch noch eine Wendelstein-Kapelle.

## Beschreibung
Die neugotische Saalkirche wurde 1889/90 aus unverputzten Feldsteinen erbaut. Sie besteht aus einem Langhaus und einem eingezogenen, dreiseitig geschlossenen Chor im Osten. Aus dem Satteldach des Langhauses erhebt sich über der Fassade im Westen ein offener Giebelreiter, der die Kirchenglocke beherbergt. Darunter befindet sich das Portal in einem Anbau. Die neugotische Kirchenausstattung haben Künstler aus München entworfen. Zu ihnen gehörte auch Joseph Radspieler, der das Altarretabel mit der Darstellung von Maria gestaltet hat.